# Єфремов Петро Олександрович (російський літературознавець)
Петро Олександрович Єфре́мов (рос. Пётр Алекса́ндрович Ефре́мов; 2 листопада (14 листопада) 1830, Москва — 26 грудня 1907 (8 січня 1908), Санкт-Петербург) — російський бібліофіл, бібліограф, редактор, літературознавець, видавець, історик російської літератури, публікатор і коментатор творів російських класиків. Директор Санкт-Петербурзької ощадної каси, директор Державного банку. Дійсний статський радник.

## Біографія
Народився в 1830 році в старовинній московській шляхетській родині. Батько — Олександр Степанович Єфремов, служив офіцером. Мати (уроджена Воєйкова) була з роду Савелових.
Закінчив Першу Московську гімназію і вступив на фізико-математичний факультет Московського університету. Успішно завершивши навчання в університеті в 1854 році, Єфремов залишає Москву і переїздить до Санкт-Петербурга. Там він починає службу у військово-інспекторському департаменті і продовжує її до 1863 року. Завдяки своїм службовим обов'язкам Єфремов познайомився з долею Ф. М. Достоєвського, що відбував семипалатинське заслання. У 1855 році Ф. М. Достоєвський, розраховуючи на поліпшення свого солдатського становища, склав вірш, присвяченій імператриці-удові Олександрі Федорівні і надіслав його адресату. Вірш потрапив у військово-інспекторський департамент до П. О. Єфремова, згодом послідовало до Олександри Федорівни, у результаті чого в 1856 році письменник був підвищений в унтер-офіцери.
У 1863 році Єфремов залишає службу у військово-інспекторському департаменті і за ініціативою Є. І. Ламанського, у той час управителя Державного банку, він переходить на службу в Санкт-Петербурзьку ощадну касу Державного банку.
З 1872 по 1889 роки Петро Олександрович був директором Санкт-Петербурзької ощадної каси. У 1874 році Єфремов удостоюється чина дійсного статського радника. З 1889 року до 1893 року Єфремов вже директор Державного банку, водночас зберігаючи за собою і завідування ощадними касами. У 1893 році він виходить у відставку. Кількість ощадкас за нього збільшилося з 76 до 600, а обсяг вкладів збільшився втрічі з 9 мільйонів рублів до 27,5 мільойна руб. Він добився того, що ощадкаси було дозволено засновувати при всіх губернських і повітових казначействах, а також у всіх відділеннях поштово-телеграфного зв'язку.
Петро Олександрович Єфремов помер наприкінці 1907 року, у віці 77 років. Похований у Санкт-Петербурзі на Новодівочому кладовищі.